# Lotophagoszok
Lotophagoszok, görög nyelven: lótuszevők, mitikus ókori nép, amelynek nevét Homérosz Odüsszeiájának kilencedik éneke őrizte meg. Békés nép, amely az év felét álomba merülve tölti, s amelynek tápláléka, a lótusz egyaránt feledést nyújt mindenkinek.
A modern kutatók a lótuszevők földjét különféle helyeken keresték, hol Szirtisztől keletre Leptis Neapolis környékén, hol magánál Szirtisznél, amelyet ezért Lotophagitisznek is neveztek. Olyanok is voltak, akik a Szirtisz bejáratánál lévő kis Meninx nevű szigetre gondoltak. Az ókorban a szicíliai Akragasz és Kamarina tartotta magát a lótuszevők földjének. A vita mindmáig eldöntetlen.